# Ca l'Adroer (Vilobí d'Onyar)
Ca l'Adroer és una obra del municipi de Vilobí d'Onyar (Selva). Forma part de l'Inventari del Patrimoni Arquitectònic de Catalunya.

## Descripció
És una construcció força senzilla orientada a migdia, de dues plantes amb vessants a laterals, amb el vessant de la dreta més llarga que la de l'esquerra. La façana principal mostra un portal quadrangular amb llinda monolítica. Al costat esquerre hi ha una finestra amb llinda de pedra que porta inscrita la data de 1736 i la de sobre de la porta també és de pedra. Les altres dues són simples i la de la planta baixa té una reixa de protecció de ferro forjat. Al costat dret hi ha adossat un porxo. El parament de la façana és arrebossat i pintat de blanc però deixa vistos els carreus ben escairats de l'angle. La resta de l'edificació és de masoneria sense revestiment i es pot observar la utlilització de la pedra tosca del volcà de la Crosa de Sant Dalmai. L'any 1987 era propietat de la família Adroer d'Hostalric i la tenia amb règim de lloguer Francesc Francisco i Busquets.